# Marek Mazanec
Marek Mazanec (* 18. července 1991 České Budějovice, Československo) je český hokejový brankář.

## Kariéra
Marek Mazanec hrál v dorosteneckém věku za IHC Písek, odkud ve 14 letech přestoupil do Plzně, kde pokračoval v dorostu, juniorech a od sezóny 2009-10 i mezi dospělými v české extralize. V sezóně 2009/10 odchytal 3 zápasy na hostování za tým SHC Maso Brejcha Klatovy v 2. české hokejové lize.
V roce 2009 chytal na MS do 18 let a v roce 2011 chytal na MS juniorů.
V roce 2012 si jej draftoval Nashville Predators v 6. kole jako celkově 179.
V sezoně 2012/13 se vypracoval na post jedničky v Plzni. V poslední finálové sérii české extraligy proti PSG Zlín odchytal všechny zápasy a měl tak nemalý podíl na historicky prvním titulu Plzně.
Sezonu 2013/14 začal na farmě Milwaukee Admirals, kde odchytal 7 zápasů (vše výhry), a když se zranil Pekka Rinne, tak si ho Nashville stáhl do prvního týmu NHL, kde se dočasně stal brankářskou jedničkou.
Dne 5. května 2021 podepsal smlouvu s klubem HC Oceláři Třinec.

### Osobní
Marek Mazanec se narodil v Českých Budějovicích, ale vyrůstal v Písku.

## Ocenění a úspěchy
- 2008 ČHL-18 – Nejvíce vítězství
- 2009 ČHL-20 – Nejnižší průměr inkasovaných branek v playoff
- 2009 ČHL-20 – Nejúspěšnější brankář v playoff
- 2009 ČHL-20 – Nejvíce vítězství
- 2014 AHL – Nejlepší nováček měsíce listopadu 2013

## Prvenství

### ČHL
- Debut - 2. října 2009 (HC Energie Karlovy Vary proti HC Plzeň 1929)
- První inkasovaný gól - 2. října 2009 (HC Energie Karlovy Vary proti HC Plzeň 1929, českým obráncem Ondřejem Němcem)
- První čisté konto - 2. listopadu 2010 (HC BENZINA Litvínov proti HC Plzeň 1929)

### NHL
- Debut - 8. listopadu 2013 (Winnipeg Jets proti Nashville Predators)
- První inkasovaný gól - 8. listopadu 2013 (Winnipeg Jets proti Nashville Predators, kanadským útočníkem Devin Setoguchi)
- První čisté konto - 19. listopadu 2013 (Detroit Red Wings proti Nashville Predators)

### KHL
- Debut - 23. srpna 2017 (SKA Petrohrad proti HC Slovan Bratislava)
- První inkasovaný gól - 23. srpna 2017 (SKA Petrohrad proti HC Slovan Bratislava, ruským útočníkem Nikolaj Prochorkin)

## Klubová statistika

### Základní části
| Sezona       | Tým                      | Liga         | Z  | V  | P  | Pvp | MIN  | OG  | ČK | POG  | %ChS |
| ------------ | ------------------------ | ------------ | -- | -- | -- | --- | ---- | --- | -- | ---- | ---- |
| 2009–10      | HC Plzeň 1929            | ČHL          | 1  | 0  | 1  | 0   | 20   | 3   | 0  | 9.00 | .769 |
| 2009–10      | SHC Maso Brejcha Klatovy | 2.ČHL        | 3  | 2  | 1  | 0   | 185  | 10  | 0  | 3.24 | .889 |
| 2010–11      | HC Plzeň 1929            | ČHL          | 15 | 9  | 6  | 0   | 860  | 40  | 1  | 2.79 | .911 |
| 2010–11      | IHC KOMTERM Písek        | 1.ČHL        | 3  | 2  | 1  | 0   | 180  | 3   | 1  | 1.00 | .977 |
| 2011–12      | HC Plzeň 1929            | ČHL          | 19 | 12 | 7  | 0   | 973  | 48  | 1  | 2.96 | .900 |
| 2011–12      | SHC Klatovy              | 2.ČHL        | 17 | 10 | 7  | 0   | 1033 | 65  | 0  | 3.78 | —    |
| 2012–13      | HC Škoda Plzeň           | ČHL          | 21 | 9  | 12 | 0   | 1255 | 52  | 1  | 2.49 | .912 |
| 2012–13      | IHC KOMTERM Písek        | 1.ČHL        | 12 | 4  | 8  | 0   | 706  | 50  | 0  | 4.25 | .880 |
| 2013–14      | Milwaukee Admirals       | AHL          | 31 | 18 | 10 | 3   | 1866 | 76  | 0  | 2.44 | .914 |
| 2013–14      | Nashville Predators      | NHL          | 25 | 8  | 10 | 4   | 1370 | 64  | 2  | 2.80 | .902 |
| 2014–15      | Milwaukee Admirals       | AHL          | 48 | 18 | 18 | 9   | 2628 | 121 | 4  | 2.76 | .900 |
| 2014–15      | Nashville Predators      | NHL          | 2  | 0  | 1  | 0   | 106  | 4   | 0  | 2.26 | .915 |
| 2015–16      | Milwaukee Admirals       | AHL          | 39 | 19 | 15 | 5   | 2349 | 96  | 4  | 2.45 | .912 |
| 2016–17      | Nashville Predators      | NHL          | 4  | 0  | 2  | 0   | 178  | 14  | 0  | 4.72 | .839 |
| 2016–17      | Milwaukee Admirals       | AHL          | 47 | 27 | 17 | 3   | 2789 | 123 | 3  | 2.65 | .912 |
| 2017–18      | HC Slovan Bratislava     | KHL          | 23 | 4  | 15 | 2   | 1290 | 73  | 0  | 3.40 | .899 |
| 2017–18      | Hartford Wolf Pack       | AHL          | 20 | 11 | 6  | 1   | 1153 | 57  | 0  | 2.97 | .905 |
| 2018–19      | Hartford Wolf Pack       | AHL          | 20 | 7  | 8  | 3   | 1155 | 83  | 0  | 3.01 | .903 |
| 2018–19      | Utica Comets             | AHL          | 10 | 3  | 5  | 0   | 502  | 25  | 1  | 2.99 | .874 |
| 2019–20      | Mountfield HK            | ČHL          | 49 | 22 | 23 | —   | 2932 | 111 | 5  | 2.27 | .913 |
| 2020–21      | Mountfield HK            | ČHL          | 34 | 21 | 11 | —   | 2023 | 78  | 2  | 2.31 | .916 |
| 2021–22      | HC Oceláři Třinec        | ČHL          | 34 | 20 | 12 | —   | 1971 | 72  | 5  | 2.19 | .910 |
| 2022–23      | HC Oceláři Třinec        | ČHL          | 37 | 22 | 14 | —   | 2237 | 77  | 4  | 2.07 | .920 |
| 2023–24      | HC Oceláři Třinec        | ČHL          | 33 | 24 | 5  | —   | 1923 | 72  | 1  | 2.25 | .922 |
| 2024–25      | HC Oceláři Třinec        | ČHL          | 22 | 7  | 15 | —   | 1307 | 50  | 1  | 2.30 | .920 |
| Celkem v NHL | Celkem v NHL             | Celkem v NHL | 31 | 8  | 13 | 4   | 1653 | 82  | 2  | 2.98 | .895 |

### Play-off
| Sezona       | Tým                | Liga         | Z  | V  | P | MIN  | OG | ČK | POG  | %ChS |
| ------------ | ------------------ | ------------ | -- | -- | - | ---- | -- | -- | ---- | ---- |
| 2011–12      | HC Plzeň 1929      | ČHL          | 5  | 1  | 4 | 222  | 8  | 0  | 2.16 | .919 |
| 2011–12      | SHC Klatovy        | 2.ČHL        | 6  | 3  | 3 | 359  | 19 | 1  | 3.18 | —    |
| 2012–13      | HC Škoda Plzeň     | ČHL          | 20 | 12 | 8 | 1241 | 44 | 2  | 2.13 | .932 |
| 2013–14      | Milwaukee Admirals | AHL          | 3  | 0  | 3 | 178  | 9  | 0  | 3.03 | .898 |
| 2015–16      | Milwaukee Admirals | AHL          | 1  | 0  | 1 | 56   | 4  | 0  | 4.26 | .846 |
| 2016–17      | Milwaukee Admirals | AHL          | 3  | 0  | 3 | 198  | 10 | 0  | 3.03 | .906 |
| 2019–20      | Mountfield HK      | ČHL          | 2  | 1  | 1 | 120  | 5  | 0  | 2.50 | .915 |
| 2020–21      | Mountfield HK      | ČHL          | 7  | 3  | 4 | 435  | 14 | 1  | 1.93 | .942 |
| 2021–22      | HC Oceláři Třinec  | ČHL          | 3  | 2  | 0 | 128  | 2  | 0  | 0.94 | .952 |
| 2022–23      | HC Oceláři Třinec  | ČHL          | 5  | 3  | 2 | 286  | 11 | 0  | 2.31 | .917 |
| 2023–24      | HC Oceláři Třinec  | ČHL          | 8  | 4  | 3 | 445  | 11 | 3  | 1.48 | .937 |
| Celkem v NHL | Celkem v NHL       | Celkem v NHL | —  | —  | — | —    | —  | —  | —    | —    |

### Reprezentace
| Rok                    | Tým                    | Soutěž                 | Z | V | P | R | MIN | OG | ČK | POG  | %ChS |
| ---------------------- | ---------------------- | ---------------------- | - | - | - | - | --- | -- | -- | ---- | ---- |
| 2009                   | Česko 18               | MS-18                  | 3 | 1 | 2 | 0 | 116 | 7  | 0  | 3.62 | .892 |
| 2011                   | Česko 20               | MSJ                    | 3 | 1 | 2 | 0 | 112 | 10 | 1  | 5.37 | .828 |
| Juniorská reprezentace | Juniorská reprezentace | Juniorská reprezentace | 6 | 2 | 4 | 0 | 228 | 17 | 1  | 4.47 | .860 |